# Hickory Flat
Hickory Flat is een plaats (town) in de Amerikaanse staat Mississippi, en valt bestuurlijk gezien onder Benton County.

## Demografie
Bij de volkstelling in 2000 werd het aantal inwoners vastgesteld op 565.
In 2006 is het aantal inwoners door het United States Census Bureau geschat op 543, een daling van 22 (-3,9%).

## Geografie
Volgens het United States Census Bureau beslaat de plaats een oppervlakte van
2,4 km², geheel bestaande uit land. Hickory Flat ligt op ongeveer 129 m boven zeeniveau.

## Plaatsen in de nabije omgeving
De onderstaande figuur toont nabijgelegen plaatsen in een straal van 24 km rond Hickory Flat.